# La Poza, Veracruz
La Poza är en ort i Mexiko.   Den ligger i kommunen Martínez de la Torre och delstaten Veracruz, i den sydöstra delen av landet, 240 km öster om huvudstaden Mexico City. La Poza ligger 37 meter över havet och antalet invånare är 329.
Terrängen runt La Poza är huvudsakligen platt, men åt sydost är den kuperad. Runt La Poza är det ganska tätbefolkat, med 222 invånare per kvadratkilometer. Närmaste större samhälle är Martínez de la Torre, 8,9 km sydväst om La Poza. Omgivningarna runt La Poza är en mosaik av jordbruksmark och naturlig växtlighet.